# Hyundai i-oniq
Hyundai i-oniq (також відомий як i.oniq та HED-8) — концептуальний спортивний тридверний хетчбек, розроблений та виготовлений компанією Hyundai Motor Company. Він оснащений електричною силовою установкою на акумуляторах та бензиновим двигуном із подовженим запасом ходу. Він був представлений у березні 2012 року на Женевському автосалоні. Його назва є поєднанням слів «ion» та «unique», яке пізніше було повторно використано у 2016 році, коли Hyundai почав продавати Hyundai Ioniq. Згодом, у 2020 році, Hyundai запустила суббренд Ioniq для продажу електромобілів, побудованих на архітектурі E-GMP.

## Дизайн

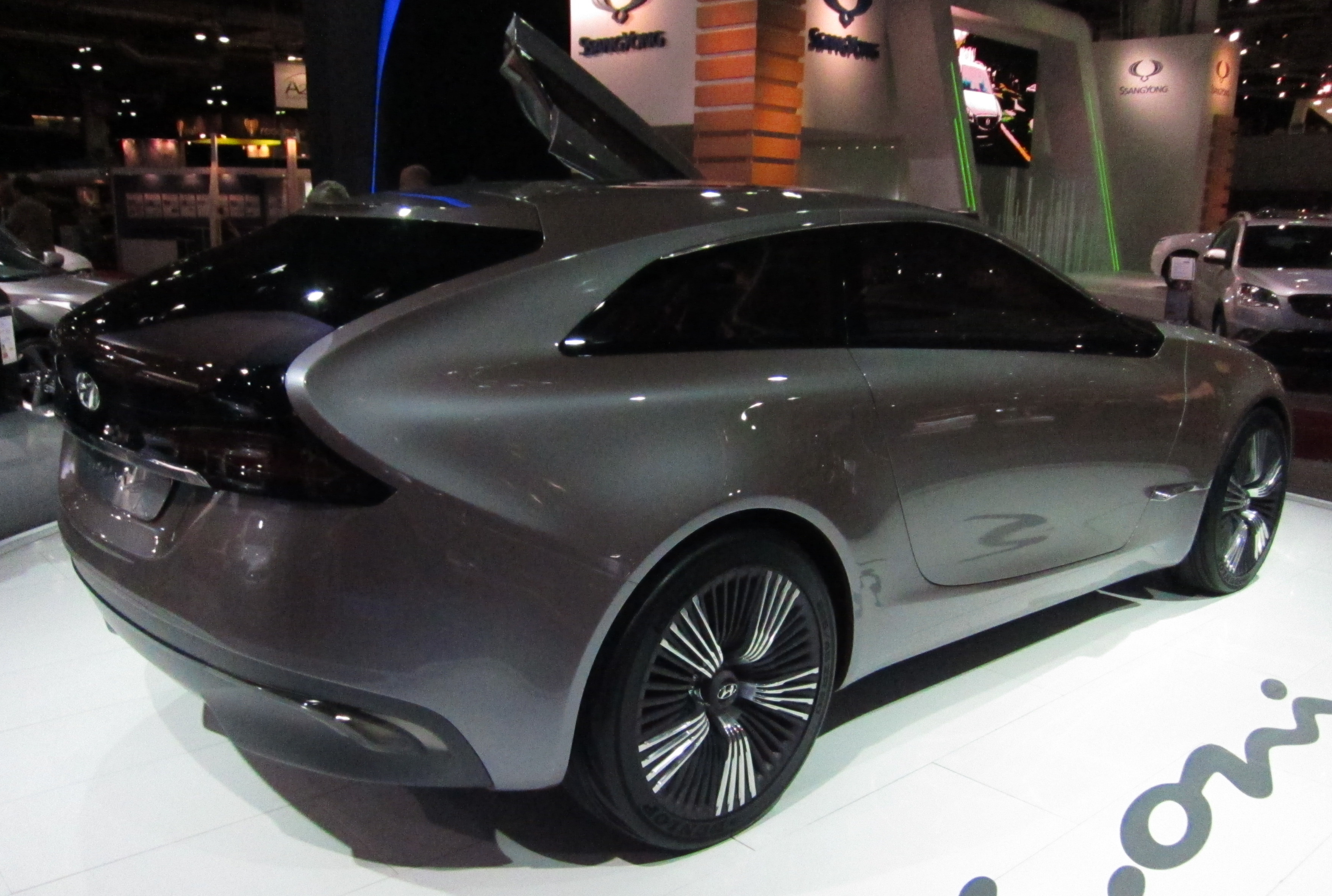

Hyundai стверджує, що i-oniq дотримується дизайнерської мови «флюїдної скульптури», представленої у 2010 році з концепт-каром i-flow.  Він був розроблений у технічному центрі Hyundai Motor Europe у Рюссельсгаймі, Німеччина, під керівництвом Томаса Бюркле.
Автомобіль має альтернативну назву HED-8,  яка походить від його дизайнерського походження (Hyundai Europe Design);  вони аналогічні лінійці концепт-карів Hyundai HCD, розроблених у студії Hyundai California Design (HCD).
Концепт i-oniq оснащений електричним силовим агрегатом з літій-іонним акумулятором, який забезпечує живлення двигуна потужністю 80 кВт (110 к.с.) із заявленим запасом ходу 120 км.  Коли акумулятор розряджається, невеликий 1,0-літровий трициліндровий бензиновий двигун потужністю 45 кВт (61 к.с.) може використовуватися з генератором потужністю 60 кВт (82 к.с.) для живлення двигуна електроенергією, що забезпечує загальний заявлений запас ходу 700 км.  За заявою, з працюючим двигуном, що подовжує запас ходу, автомобіль викидає 45 г/км CO2.
Сенсорні дисплеї панелі приладів та керма були розроблені компанією MESO Digital Interiors GmbH з використанням невеликих проекторів та ілюзій- привидів Пеппера для створення глибини та відповідності складній кривизні поверхні.  Поверхня сидінь та кольори кузова були розроблені спільно з BASF.